# Вера Рафајловска
Вера Рафајловска (рођена 25. фебруара 1947) је македонска политичарка. Била је министар за економију Северне Македоније (2006 — 2008).
Дипломирала је на Економском факултету при Универзитету Свети Климент Охридски у Битољу.
Од 1991. до 1998. године била је заменик директора у Центру за економско-правне консултације В&Ф (мкд. Центарот за економско правен консалтинг В&Ф) у Скопљу. Вера Рафајловска је аутор и коаутор више стручних и специјализованих списа.
Говори француски, словеначки, српски, хрватски и бугарски језик.